# Cublac
Cublac é uma comuna francesa na região administrativa da Nova Aquitânia, no departamento de Corrèze. Estende-se por uma área de 20,18 km². Em 2010 a comuna tinha 1 750 habitantes (densidade: 86,7 hab./km²).